# Àssad (tribu)
Els Àssad foren un antic poble àrab que vivia a l'oest dels Tanukh a l'Aràbia central.
Segurament van emigrar amb els tanukh al segle iii cap a la regió de l'Eufrates. Els lakhmides per no esmentar als tanukh, que havien governat abans que ells a Hira, parlaven dels al-Asadayn (els dos Asad). Van estar sotmesos als lakhmides fins a l'arribada de l'islam. Llavors es van traslladar al sud (sud-est) d'Hauran (Hawran) fins a Aràbia i van originar el Banu l-Kayn, encara que una part es va fusionar amb els tanukh.